# Villa San José (Buenos Aires)
Villa San José es una localidad de la Provincia de Buenos Aires, Argentina, perteneciente al partido de Pergamino.

## Población
Cuenta con 145 habitantes (Indec, 2010), lo que representa descenso del 4% frente a los 152 habitantes (Indec, 2001) del censo anterior.
Se encuentra en la aglomeración llamada Arroyo Dulce - Villa San José, junto a la localidad de Arroyo Dulce del partido de Salto. La población de esta aglomeración es de 1,860 habitantes (Indec, 2010).